# Pneumida argenteofasciata
Pneumida argenteofasciata är en skalbaggsart som beskrevs av Thomson 1864. Pneumida argenteofasciata ingår i släktet Pneumida och familjen långhorningar.
Artens utbredningsområde är Laos. Inga underarter finns listade i Catalogue of Life.